# 單車二勢力
《第一季單車二勢力》
為2008年台灣年代MUCH台所製播的戶外活動性節目，主持人為黑澀會美眉瑤瑤以及演藝圈新進MIA兩位台灣藝人共同主持。該節目以主持人騎乘單車造訪台灣各處知名景點，透過活潑風趣介紹當地有趣的人事物。
《第二季單車二勢力》
全台灣走透透、吃透透、玩透透，此季單車二勢力以校園周邊美食為主軸，每集由主持人MIA及PARTY率領兩所大專院校學生推薦的周邊美食來PK，在介紹最好吃美食的同時，在節目中還加入了兩校學生推薦PK的元素，讓節目不只是提供吃喝玩樂訊息，還有競賽性的趣味，增加內容張力。同時，用學生推薦美食也可以增加節目的互動性，拉近與一般觀眾的距離，節目也不將再是純粹的單向介紹美食給觀眾。

## 播出時間
- 首播時段　每週六晚間06:00~07:00。

- 重播時段　隔週六早上10:30~11:30。

## 節目表
- 2008年

| 集數 | 日期     | 地點   | 美食景點                                                                                             |
| 1    | 10月25日 | 嘉義篇 | 射日塔、新寶珍餅舖、蒜頭糖廠、黑糖園、朴子溪自行車道、綠盈牧場、家樂福夜市                           |
| 2    | 11月1日  | 南投篇 | 日月潭、南投信義鄉農會、中橫霧社自行車公路、清境農場、清境佛羅倫斯渡假山莊                           |
| 3    | 11月8日  | 台中篇 | 台中火車站、后豐鐵馬道、月眉天馬牧場、逢甲夜市、陸光七村、日月光溫泉飯店                             |
| 4    | 11月15日 | 桃園篇 | 石門水庫、大溪老街、大溪水岸自行車道、石園餐廳、忠武跆拳道館                                         |
| 5    | 11月22日 | 淡水篇 | 八里單車道、芭達桑餐廳、淡江大學、淡水老街、大河皇后號                                               |
| 6    | 11月29日 | 花蓮篇 | 七星潭、七星柴魚博物館、惠比須餅舖、液香扁食、遠雄花蓮海洋公園、花蓮理想大地渡假飯店                 |
| 7    | 12月6日  | 宜蘭篇 | 八里單車道、芭達桑餐廳、淡江大學、淡水老街、大河皇后號                                               |
| 8    | 12月13日 | 台南篇 | 台南孔廟、小茂屋鍋燒意麵、紅磚布丁、四草自行車道、安平老街、周氏蝦捲、世界蛇王、章成麥芽餅、花園夜市 |
| 9    | 12月20日 | 高雄篇 | 澳登堡馬術指導中心、愛河、瑞豐夜市、旗津海岸自行車道、萬二小吃部、瑪麗食品行、春秋閣、鳳山吳記綠豆椪 |
| 10   | 12月27日 | 彰化篇 | 八卦山大佛、寶珍香、阿三肉圓、鹿港天后宮、鄭玉珍、第一市場、Ｋ１賽車場、楊家羊肉爐                   |

- 2009年

| 集數 | 日期    | 地點   | 美食景點 |
| 11   | 1月3日  | 新竹篇 | 內灣車站、內灣老街、城隍廟、十一街麵食館、均鎂囍餅蛋糕麵包、新竹假日花市                                                           |
| 12   | 1月10日 | 屏東篇 | 恆春古城、恆春老街、墾丁西岸自行車道、97金灘美式墨西哥餐廳、墾丁大街夜市、墾丁休閒飛靶射擊場、玉珍香餅店、恆春阿伯綠豆饌、小杜包子 |
| 13   | 1月17日 | 三峽篇 | 環球愛犬學校、千戶傳奇、大漢溪自行車道、清水祖師爺廟、三峽老街、福美軒金牛角、阿來伯豆花店、厚道飲食店、士林夜市                   |

- 2009年校園美食擂台賽

| 集數 | 日期    | 擂台對戰學校       | 美食景點 |
| 14   | 6月6日  | 銘傳大學vs中央大學 | 梅村壽司屋、戀戀冰棧、金時代專業烘焙、后街九龍塘、588雞排、日春木瓜牛奶、燒餅窯、好兇蛋餅、鄉村漢堡、永川牛肉麵 |
| 15   | 6月13日 | 中國科大vs政治大學 | 茶水間、西貢越南美食、愛麵屋、冰鄉、沙威瑪、Ken and Richard’s、古早味早餐、京華小吃、四川飯館、明池豆花         |
| 16   | 6月20日 | 彰化師大vs大葉大學 | 頂級日式海苔飯卷、御之味、牛媽媽茶坊、大口咬潤餅、買辣麻辣燙、烤蛋餅、早食屋、義大利麵、京軒串物、唐玉豆腐冰    |
| 17   | 6月27日 | 中興大學vs台中技院 | 66義式燒烤、青、香香小吃、阿布豆逗、品味豆乳雞、饕饌、香港故事茶餐廳、就醬拌、戰豆冰、北京茶燻                  |
| 18   | 7月4日  | 海洋大學vs崇右技院 | 水產水餃、小木屋、988碳烤、雨軒拉麵、巷頭粿仔湯、廖媽媽珍奶、墨西哥熱狗堡、正老牌咖哩麵                         |
| 19   | 7月13日 | 世新大學vs台灣師大 | 酷家食堂、Mint義大利麵、168鐵板燒、景美自助冰、Kgb風味漢堡、左撇子、香料館、洋芋屋                              |
| 20   | 7月20日 | 清華大學vs新竹教大 | 麵朝、有茶氏、餅丁小舖、榮茂滷肉飯、品味園、撒俐的廚房、順記港式滷味、金陵手工小籠包                            |
| 21   | 7月27日 | 中山大學vs高雄醫大 | 尚芳魠魚羹、老家黑輪攤、阿玉水煎包、福記臭豆腐、嘉義麻辣涼麵、醉便宜、保安宮大腸香腸、吳記湯餃                  |
| 22   | 08月1日 | 台南大學vs成功大學 | 千香早餐、保哥黑輪、慶中街綠豆湯、楊哥楊嫂肉粽、熊大飯糰、添福麵館、貓吐司堡、和記鍋貼                          |
| 23   | 8月8日  | 中原大學vs清雲科大 | 達人蛋包飯、唐老鴨牛排、天人豆花、燒鳥碳烤、市武士拉麵、林家滷肉飯、好鮮屋米粉湯、中壢豬腳飯                    |
| 24   | 8月15日 | 逢甲大學vs東海大學 | 梅香小吃、Uncle 9、黃金賊、狠腸、鳴門壽司、黑肉圓、黑岩鐵板燒、牛大姐與豬小妹                                   |
| 25   | 8月22日 | 輔仁大學vs致理技院 | 阿山哥、典廚牛肉麵、米粉湯、8鍋、致理麵食、鴉片粉圓、健康主義、板橋壽司                                         |
| 26   | 8月29日 | 陽明大學vs淡江大學 | 傳統之最豆花堂、北投排骨酥、東方泰國小館、仙客來、只有排骨、大吉祥臭豆富、中山五十六、元記小舖                  |

## 外部連結
- 單車二勢力 官方網站

- 單車二勢力（页面存档备份，存于） 年代MUCH台網站